# アダム・ガルシア
アダム・ガルシア（Adam Garcia、1973年6月1日 - ）は、オーストラリア出身のダンサー、俳優である。
ダンスグループ "タップ・ドッグス" の設立者の1人で、2000年のシドニーオリンピックのオープニングでも踊った。

## 来歴
大学在学中にミュージカルに出演することになり中退。2年間オーストラリアでのツアーに参加した後、ロンドンツアーにも参加。その後、『グリース』のウエスト・エンド版に出演。続いて1998年から1999年まで 『サタデー・ナイト・フィーバー』の舞台版にも出演した。
1997年から映画・テレビにも出演するようになり、幅広く活躍している。

## 出演作品
- オスカー・ワイルド Wilde(1997)
- コヨーテ・アグリー Coyote Ugly (2000)
- タップ・ドッグス Bootmen (2000)
- サンキュー、ボーイズ Riding in Cars with Boys (2001)
- シリコンバレーを抜け駆けろ! The First $20 Million Is Always the Hardest(2002)
- リトル・イタリーの恋 Love's Brother (2003)
- 彼女は夢見るドラマ・クイーン Confessions of a Teenage Drama Queen (2004)